# Dompierre-sur-Besbre
Dompierre-sur-Besbre település Franciaországban, Allier megyében. Lakosainak száma 2970 fő (2022. január 1.). Dompierre-sur-Besbre Beaulon, Diou, Saint-Pourçain-sur-Besbre, Thiel-sur-Acolin és Saint-Aubin-sur-Loire községekkel határos.

## Népesség
A település népességének változása:
| Lakosok száma | 4031 | 4040 | 3807 | 3307 | 3112 | 3071 | 3040 | 3032 | 3010 | 2970 |
|               | 1968 | 1982 | 1990 | 2006 | 2013 | 2015 | 2017 | 2019 | 2020 | 2022 |